# Tour de Perth
Le Tour de Perth est une course cycliste par étapes australienne disputée dans la ville de Perth. Créé en 2006, il ne fait pas partie de l'UCI Oceania Tour. Il fait en revanche partie du National Road Series de la Fédération australienne de cyclisme.

## Palmarès
| Année | Vainqueur      | Deuxième           | Troisième             |
| ----- | -------------- | ------------------ | --------------------- |
| 2006  | David McKenzie | Cameron Meyer      | Wesley Sulzberger     |
| 2007  | Stuart Shaw    | Jack Anderson      | Benjamin King         |
| 2008  | Richie Porte   | Adam Semple        | David Kemp            |
| 2009  | Travis Meyer   | Graeme Brown       | Richard Lang          |
| 2010  | Non disputé    | Non disputé        | Non disputé           |
| 2011  | Cameron Meyer  | Anthony Giacoppo   | Adam Semple           |
| 2012  | Non disputé    | Non disputé        | Non disputé           |
| 2013  | Joseph Cooper  | Neil Van der Ploeg | Jack Haig             |
| 2014  | Joseph Cooper  | Timothy Roe        | Mitchell Lovelock-Fay |
| 2015  | Guy Kalma      | Jack Bobridge      | Sam Crome             |